# Предисловие
Предисло́вие — часть литературного или научного произведения, предшествующая основному тексту. В предисловии излагаются разъяснения и замечания как самого автора, так и редактора, издателя, возможно, других лиц, имеющих отношение к произведению.
Предисловие может предшествовать не только всему литературному труду, но и отдельной его части. К примеру, последняя глава «Евгения Онегина».
Иногда предисловие может представлять бо́льшую ценность для исследователей, поскольку автор в нём указывает или раскрывает неосвещённые в основном произведении моменты, уточняет свою позицию по ним, рассказывает о тонкостях и мотивах создания своего произведения. К примеру, предисловие Л. Н. Толстого к первому изданию «Войны и Мира».
Предисловия имели широкое применение в советской издательской практике. В них, как правило, толковалось верное, с точки зрения идеологии, отношение к произведению, критиковались созданные в прошлом ложные буржуазные оценки. В подобных предисловиях также объяснялось читателю, какие произведения и по какой именно причине были выбраны и включены в издание.
Предисловия особенно необходимы в издании незаконченных или ранее неизвестных произведений, публикации писем, воспоминаний, личных заметок и т.п.